# 杭州市建兰中学
杭州市建兰中学建兰中学是一所国有民办中学，创建于1995年。该校原名为杭州第二中学初中民办中学，为杭州第二中学的初中部。该校于1999年正式脱离杭州第二中学，同时更名为杭州市国有民办建兰中学。
学校于2014年建立分校，杭州千岛湖建兰中学，并开始招生学生。

## 历史[2]
学校原为杭州市前三所一级重点中学之一的杭州市第二中学的初中部，于1999年正式脱离杭州第二中学，并改名为建兰初级中学。
学校自1995年创校开始，由于环境因素，曾多次迁移校区，最终于2011年搬入全新建成的抚宁巷校区，并开始长时间定址于此处。

### 梅花碑校区
梅花碑位于梅花碑水亭址幼儿园废弃的校舍里，因此较为简陋。学校校门隐蔽不便于寻找。园内，仅有一幢低矮的二层教学楼，共有九个教室。但每个教室的形状都不一样，课桌椅只能顺着形状排放，或四组七排，或五组五排。已经剥色的红色地板有许多被蛀蚀的地方，有时会从这些蛀洞中飞出一些白蚁。没有实验室，没有行政楼，没有健身房，操场也只是一块半个排球场大的水泥空地。三个年级只能被分配在不同的时间段里活动。雨天，由于园内没有良好的排水设施，地面的积水无法及时下渗，导致行动不便。

### 锅子弄校区
1999年，杭州市教育管理部门对中小学教育结构进行了大调整，将所有初中部从市直属中学分离，改为由各区教育局管理。此后班级数扩大到11个。 原先的梅花碑校区无法容纳11个班级的正常教学。之后学校决定迁往二中旁边的锅子弄校区。锅子弄位于校区建国路锅子弄，曾是教会学校惠兰中学的校址，现已列入杭州市文物保护范围。该校区拥有一栋主教学楼，及在主教学楼两边的两幢教学楼。然而，建兰中学的主教学楼已是一幢危楼，但因其前身是教会产权而无法拆除。

### 凤起路校区
凤起路校区，原先属于是杭州教育学院，于2001年至2003年建兰中学暂时租借于此。风起校区，是建兰中学校史上的壮大期，班级人数由锅子弄的16个发展到31个，教师人数也由52人增加到78人，并且从杭州师范学院招进了二十多位新教师。
2003年，该校所在地被转卖给他人。

### 抚宁巷校区
2003年上城区教育局停办原公立杭州第五中学，将其位于抚宁巷58号的校舍划归给建兰中学。该校区占地占地35亩，位于杭州市市中心。2003年7月学校搬入该校区后，先后投入近千万元资金，改善校园环境，并配备现代化设施。所有的教室均配置多媒体投影机和实物展台，新建学生阅览室，并改建学校电视台和多功能报告厅。

### 大塔儿巷校区和开元校区
于是在2009年，建兰本部旧校拆除，开始新建教学楼。建兰中学初一及初三年级搬进大塔儿校区，初二年级则搬进了开元校区。

### 新抚宁巷校区
2011年10月，新抚宁巷校区建成，新教学楼的建筑风格为传统江南式建筑风格与现代玻璃式建筑的结合。
　　　　　　　　　　　

## 校训
求实

## 办学理念
学校的办学宗旨是“面向全体学生，促进学生发展”。提倡“轻负高质、促进学生可持续”的办学理念。

## 参看
- 杭州文澜中学
- 杭州市第二中学